# Hannes Gschwentner

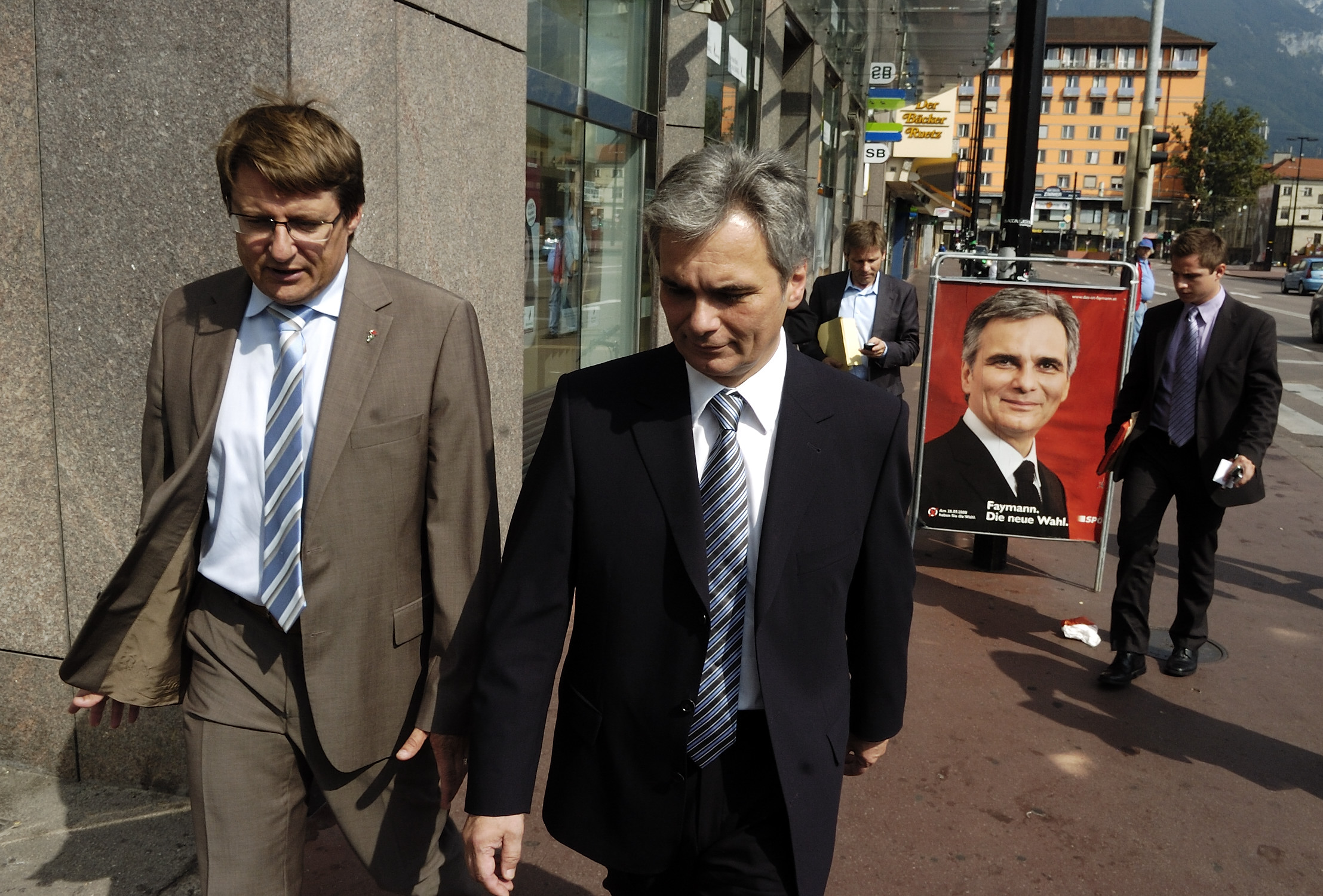
Hannes Gschwentner (links) und Werner Faymann, 2008

Hannes Gschwentner (* 29. Juli 1957 in Kundl, Tirol) ist ein österreichischer Politiker. Er war Vorsitzender der SPÖ Tirol und Landeshauptmann-Stellvertreter von Tirol.

## Biografie
Gschwentner wuchs mit zwei Schwestern in einfachen Verhältnissen auf. Nach der Matura 1976 am Bundesrealgymnasium Wörgl absolvierte er von 1977 bis 1981 die Exekutivausbildung und die Verwaltungsakademie in Graz, Innsbruck und Wien und arbeitete von 1981 bis 1989 bei der Bundespolizeidirektion Innsbruck. 
1989 begann er seine Tätigkeit als Amtsleiter der Marktgemeinde Rum. 1986 zog er mit einer eigenen Liste in den Gemeinderat von Kundl ein, von 1992 bis 2002 war er Bürgermeister. Ab 1993 war er als Vorsitzender des sozialdemokratischen Gemeindevertreterverbandes auch Mitglied im Landesparteivorstand der SPÖ Tirol.
Von 1995 bis 2004 war er ehrenamtlicher Geschäftsführer der AFG Kundl (Abwärmenutzung und Fernwärmeversorgung in der Gemeinde Kundl), einer 100%igen Tochtergesellschaft der Gemeinde Kundl.
In den Jahren 1999 bis 2002 war er Vorsitzender der SPÖ Bezirksorganisation Kufstein und Abgeordneter zum Tiroler Landtag für die Bereiche Budget, Recht, Gemeinde, Energie und Sport.
Am 4. Mai 2002 wurde Gschwentner am Landesparteitag in Innsbruck zum Parteivorsitzenden der SPÖ Tirol gewählt und am 3. Juli 2002 als Landeshauptmann-Stellvertreter angelobt, zuständig für die Agenden Umwelt und europäische Verkehrspolitik.
Nach der für die Tiroler SPÖ sehr erfolgreichen Landtagswahl vom 28. September 2003 übernahm er in der neuerlich gebildeten Koalition am 21. Oktober 2003 wieder die Ressorts Umwelt und europäische Verkehrspolitik sowie Sportangelegenheiten.
Bei einer Regierungsumbildung der Tiroler Landesregierung am 3. Jänner 2006 gab er die Ressorts Umwelt und die europäische Verkehrspolitik an Hans Lindenberger ab und übernahm dafür das Sozialressort.
2012 übergab er seine Funktionen als Landeshauptmann-Stellvertreter und Landesparteivorsitzender an Gerhard Reheis.

## Kritik
Kritische Stimmen wurden laut, als Gschwentner nach einem Kurzhearing zum neuen Direktor des gemeinnützigen Wohnungsunternehmens Neue Heimat Tirol berufen wurde. Die politische Tiroler Opposition sieht darin einen weiteren Fall der von ihr angeprangerten Günstlingspolitik. Auch ein begünstigter Luxuswohnungskauf im Jahr 2015 bei der von ihm geleiteten Neuen Heimat Tirol rief Kritik hervor.